# Bismut(III)-phosphat
Bismut(III)-phosphat ist eine anorganische chemische Verbindung des Bismuts aus der Gruppe der Phosphate.

## Gewinnung und Darstellung
Bismut(III)-phosphat kann durch Reaktion von Bismut(III)-nitrat mit Phosphorsäure gewonnen werden.
{\displaystyle \mathrm {Bi(NO_{3})_{3}\cdot 5\ H_{2}O+H_{3}PO_{4}\longrightarrow BiPO_{4}+3\ HNO_{3}+5\ H_{2}O} }

## Eigenschaften
Bismut(III)-phosphat ist ein farbloser Feststoff. Er wird von Wasser und verdünnten Säuren nur wenig gelöst und auch von siedendem Wasser nicht hydrolysiert. Er kristallisiert bei Raumtemperatur wasserfrei monoklin mit einer Kristallstruktur vom Monazit-Typ. Daneben existieren noch eine ebenfalls monokline Hochtemperaturform, die sich ab 750 °C aus der Niedertemperaturform bildet und ein trigonales Hydrat.

## Verwendung
Es wird zur Kopräzipitation von Polonium, für Untersuchungen des Zusammenhangs zwischen Plutonium-Strahlenbelastung und Leukämie-Sterblichkeit sowie als Katalysator zur Ammonoxidation von Propylen und der Zersetzung von Dichlordifluormethan verwendet.